# Progetto SOCRATE
Il progetto SOCRATE (acronimo di Sviluppo Ottico Coassiale Rete Accesso TElecom) fu una iniziativa ideata negli anni 1990 da Telecom Italia, al fine di diffondere lo sviluppo della televisione via cavo in Italia.

## Storia
Partito ufficialmente nel 1995, esso mirava alla realizzazione di una rete cablata a banda larga a copertura nazionale, destinata a raggiungere 10 milioni di abitazioni.
Il progetto, concepito da Ernesto Pascale, di portare internet e TV via cavo in tutte le case, fu di fatto abbandonato con le sue dimissioni da presidente di Telecom Italia a fine del 1997, lasciando incompleto il lavoro già realizzato. La privatizzazione della compagnia telefonica prima e i diversi cambi di proprietà delle maggioranze azionarie dopo, probabilmente resero anche particolarmente rischioso proseguire con un progetto che prevedeva la necessità di ingenti investimenti per essere completato e poi esteso anche alle città non ancora raggiunte.
Nel frattempo la messa a punto della tecnologia dell'ADSL (su cui la stessa Telecom stava già sperimentando fin dal 1994) portò le prestazioni del normale doppino in rame a livelli paragonabili a quelli previsti del progetto Socrate.
La rete fu definitivamente spenta nel 2003, anno in cui fu dismesso il servizio di televisione via cavo, l'unico che fu attivo sulla rete del progetto.

## Descrizione
Il progetto Socrate mirava a cablare 10 milioni di abitazioni attraverso la tecnologia Hybrid fibre-coaxial, cioè l'uso del cavi coassiali come ultimo miglio e fibra ottica come dorsale (tecnologia in cui il centro di ricerca di STET, lo CSELT, aveva raggiunto competenze di riconosciuta eccellenza internazionale) per diffondere servizi a banda larga come la televisione via cavo, accesso internet e altri servizi interattivi (triple play), con velocità di accesso che per l'epoca erano considerate elevate (1,5 Mb di velocità in download e 64 kb in upload).
Sul fronte finanziario prevedeva un investimento di circa 13.000 miliardi di lire.
La posa iniziò da città che necessitavano di elevate attenzioni dal punto di vista urbanistico e architettonico, come Bari, Bergamo, Venezia, Siena e San Gimignano.
Non sempre il progetto trovò il sostegno delle amministrazioni locali, vuoi per i disagi causati alla viabilità dai previsti lavori di cablatura, vuoi per l'esistenza o la già progettata realizzazione di reti telematiche locali, che alla conclusione del progetto si sarebbero trovate ad essere in concorrenza con quella che allora era la monopolista dei servizi telefonici italiani, come nel caso della rete civica bolognese IPerBOLE, che già offriva accesso internet gratuito ai residenti del comune.
Fu abbandonato per ragioni finanziarie e tecnologiche (in particolare, queste ultime legate allo sviluppo della tecnologia ADSL), oltre che per la difficoltà di stendere la rete in fibra ottica, che prevedeva numerose opere di scavo per le strade delle città .
Nel momento dell'interruzione dei lavori di estensione della rete (gennaio 1998), erano già state raggiunte 1.500.000 di abitazioni distribuite in 64 città, per un investimento di 5.000 miliardi di lire. Nel marzo del 1998 venne annunicata, da parte di Telecom, l'intenzione di completare comunque la cablatura delle città previste e di usare l'infrastruttura per soluzioni FTTB - Fiber-to-the-building.
Nonostante l'interruzione dei lavori di estensione della rete, fu attivato per le abitazioni già cablate il servizio di televisione via cavo in formato DVB-C attraverso il lancio della piattaforma televisiva Stream TV alla guida di Miro Allione, che aveva già partecipato al progetto da direttore generale STET.
Non fu invece mai resa disponibile la prevista fornitura di servizi di accesso a internet, poiché nel frattempo erano state lanciate le prime offerte di servizi ADSL con velocità paragonabili a quelle previste dalla rete del Progetto Socrate.
Il servizio di televisione via cavo restò attivo fino al 2003, anno in cui Stream TV si fuse con TELE+ Digitale dando vita a Sky Italia, la quale interruppe nello stesso anno il servizio via cavo, mantenendo solamente quello satellitare già disponibile sia per Stream TV, sia per TELE+ Digitale.
Negli anni successivi all'abbandono del progetto, una parte dell'infrastruttura già posata nei principali centri urbani venne acquisita da Fastweb, con lo scopo di espandere più rapidamente le zone coperte dal suo servizio. Da allora, la rete restata in capo a Telecom Italia fu dismessa e abbandonata.
Dal 2016, con la creazione della società Flash Fiber (joint venture tra TIM e Fastweb), alcuni cavidotti del Progetto Socrate (in strada e nei condomini) vennero riutilizzati per portare nelle abitazioni la fibra ottica, con le modalità previste dalla tecnologia FTTH - Fiber To The Home.